# المرور (رواية)
رواية المرور (بالإنجليزية: Passing On)‏ هي رواية للكاتبة البريطانية بينيلوب ليفلي، نشرت سنة 1989، عن دار نشر أندريه دويتش.